# Jawornik (Beskid Żywiecki)
Jawornik (635 m) – szczyt znajdujący się w grzbiecie, który od Jordanowa ciągnie się w południowo-zachodnim kierunku przez Jawornik i Górę Ludwiki po Grucówkę. W jego stoki wcinają się potoki Brzezina, Skrzywunia i jeden z dopływów Skawy.
Jawornik znajduje się we wsi Wysoka w województwie małopolskim, w powiecie suskim, w gminie Jordanów. W regionalizacji fizycznogeograficznej Polski według Jerzego Kondrackiego zaliczany jest do Beskidu Orawsko-Podhalańskiego, w nowszej regionalizacji z 2018 roku do Pogórza Orawsko-Jordanowskiego.
Na szczycie Jawornika jest punkt triangulacyjny. Przez Jawornik prowadzi znakowany szlak turystyczny. Szczyt Jawornika jest porośnięty lasem i pozbawiony widoków.
Szlaki turystyczne
 Sidzina-Chorążowa – Góra Ludwiki – Jawornik – Skawa.